# Sovjetunionens första femårsplan

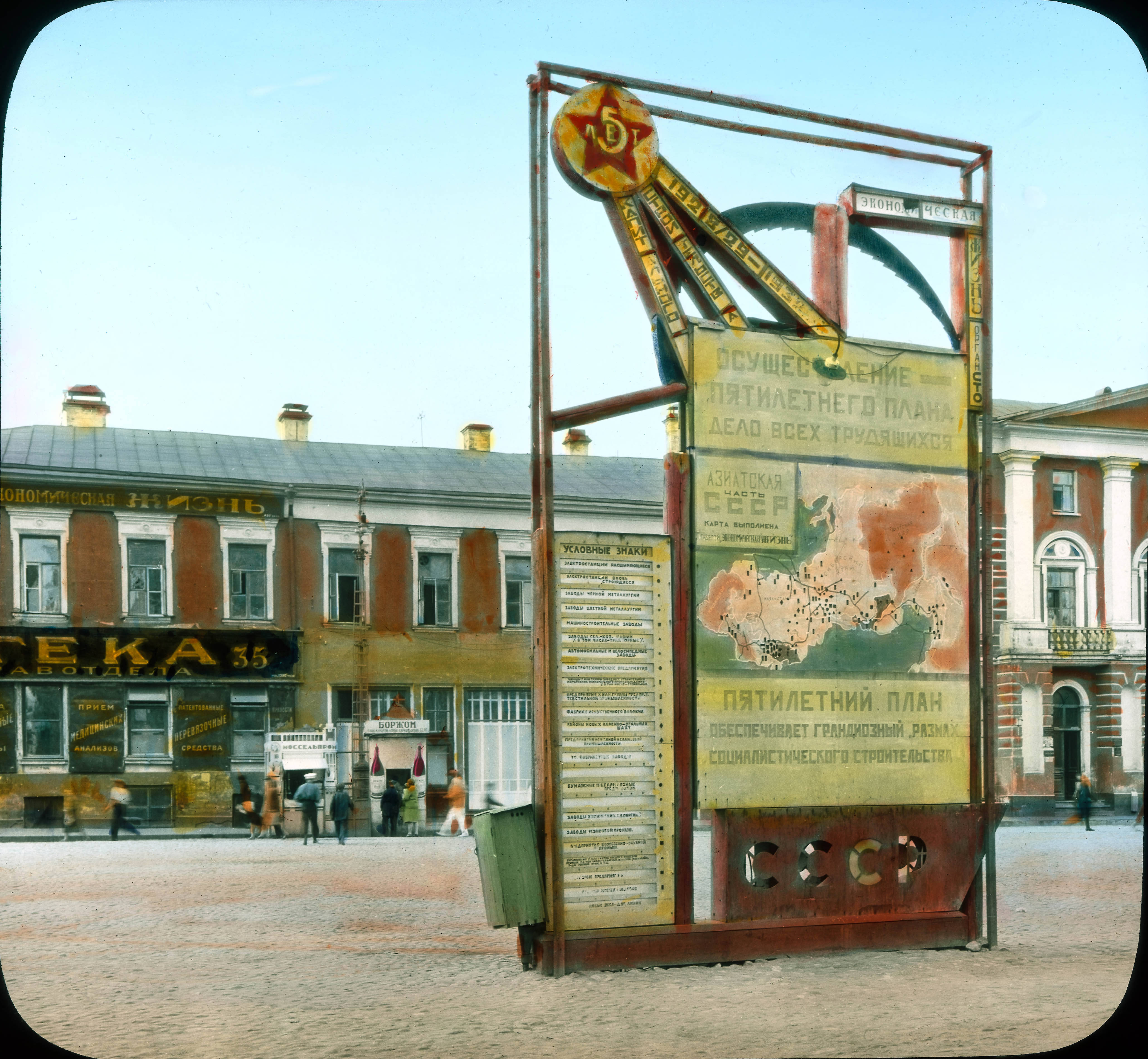
Propagandastånd tillägnat den första femårsplanen i Moskva. Bild från 1931.

Den första femårsplanen i Sovjetunionen var en serie ekonomiska mål skapade av Josef Stalin, och baserade på hans policy socialism i ett land. Planen syftade till att stärka landets ekonomi mellan 1928 och 1932, och bestod huvudsakligen i att göra landet militärt, industriellt och finansiellt självförsörjande. Den första femårsplanen, som igångsattes av den sovjetiska regeringen 1928 och administrerades av Gosplan, följde varje tillverkad produkt och transporterade den till där den behövdes vid rätt tidpunkt och andra liknande tillvägagångssätt för att höja effektiviteten. En sannolik anledning till införandet av femårsplanen ligger i Stalins vilja att stabilisera Sovjetunionen inhemskt genom militären och infrastrukturen för att bekämpa (antingen ideologiskt eller fysiskt) kapitalismen, snarare än att direkt finansiera och stödja en internationell socialistrevolution (såsom Lenin förespråkade). Hade Sovjetunionen stött en internationell socialistrevolution kunde den redan svaga ekonomin ha gått under, eller tärt på resurserna så mycket att kapitalister eller andra "oönskade" kontrarevolutionärer kunde ha störtat Sovjetunionen inifrån.
Ett av de primära målen var att bygga upp den tunga industrin. 1929 ändrade Stalin planen till att innehålla kolchoser, det vill säga, kollektiva jordbrukssystem som bestod av tusentals amerikanska tunnland land med hundratals bönder arbetandes på dem. Uppförandet av kollektiva jordbruk förstörde kulakerna som klass, och ledde till att miljontals bruksdjur slaktades: bönderna dödade hellre djuren än att ge upp dem till de gigantiska jordbruken. Detta ledde till svält i Ukraina, Ryssland, Kazakstan och områden i Nordkaukasus. Utöver den stora förlusten av bruksdjur tillät introduceringen av de kollektiva jordbruken bönderna att använda traktorer för att bruka marken, till skillnad från tidigare då de flesta hade varit för fattiga för att äga traktorer. Statsägda stationer för maskiner och traktorer uppfördes runt om i Sovjetunionen och bönderna fick använda dessa offentliga traktorer för att bruka landet, för att kunna öka produktiviteten per bonde. Bönderna tilläts sälja överskottet från marken. Regeringsplanerarna misslyckades dock att ta i beaktande lokala situationer, och 1932 var veteproduktionen 32% under den genomsnittliga nivån. Det faktum att upphandlingarna av maten gick upp med 44% bidrog till detta problem. Jordbruksproduktionen var så störd att svält bröt ut i flera distrikt.
Kollektiviseringen bidrog till industrialiseringen i takt med att miljontals människor, av de 80% av befolkningen som arbetade inom jordbrukssektorn, flyttade från de lantliga områdena in till staden. Trots att många av målen var otroligt höga (en 250% ökning i allmän industriell utveckling och en 330% ökning inom den tunga industrin) nåddes påfallande resultat:
- Gjutjärn: 6,2 miljoner ton (jämfört med 3,3 miljoner ton 1928, med ett uppsatt mål av 8,0 miljoner ton)
- Stål: 5,9 miljoner ton (jämfört med 4,0 miljoner ton 1928, med ett uppsatt mål av 8,3 miljoner ton)
- Kol: 64,3 miljoner ton (jämfört med 35,4 miljoner ton 1928, med ett uppsatt mål av 68,0 miljoner ton)
- Olja: 21,4 miljoner ton (jämfört med 11,7 miljoner ton 1928, med ett uppsatt mål av 19,0 miljoner ton)
- Elektricitet: 13,4 miljarder kWh (jämfört med 5,0 miljarder kWh 1928, med ett uppsatt mål av 17,0 miljarder kWh)

Även om planen uppmuntrade till industrialiseringen skadade den dock Sovjetunionens jordbruk så mycket att det inte återhämtade sig förrän efter andra världskriget. Planen sågs som så framgångsrik av Sovjetunionens ledare att den andra femårsplanen utropades 1932 
och höll till 1937. På grund av att planen baserades på snabb industrialisering var snabba kulturella förändringar tvungna att hända samtidigt. Då den nya sociala strukturen växte fram uppstod konflikter bland en del av de nomadiska befolkningarna. I Turkmenistan skiftade Sovjets kollektiviseringspolitik deras produktion från matgrödor till bomull. En sådan förändring orsakade missnöje inom en gemenskap som redan hade existerat innan den här externa policyförändringen, och mellan 1928 och 1932 gjorde turkmenska nomader och bönder det klart genom passivt motstånd att de inte höll med om sådana ändringar.
| ”                | Vi är femtio eller hundra år efter de utvecklade länderna. Vi måste komma i fatt på tio år. Antingen gör vi det, eller så krossar de oss. | „ |
| – Joseph Stalin. | |   |